# Jakob Petelin Gallus
Jakob Petelin Kranjski (latinsko Iacobus Gallus Carnilius; tudi Handl ali Händl), pozno-renesančni slovenski skladatelj, * konec julija 1550, najverjetneje Šentviška Gora ali Ribnica, † 18. julij 1591, Praga, Češka. Rodil se je na Kranjskem (Carniola), ki je v tistem času spadala pod Sveto Rimsko Cesarstvo, temu so vladali Habsburžani. V drugi polovici svojega življenja je živel in ustvarjal na Moravskem in v Češkem.
Domnevno se je izobraževal v samostanu v Stični, v mladosti je potoval po Nižji Avstriji in bival v obdonavskih samostanih Zwettl in Melk, kasneje je potoval v Prago, Wroclaw in Olomuc. Gallus je avtor številnih motetov, najbolj znana pa je zbirka 374 motetov, ki je namenjena petju v vsakem dnevu cerkvenega leta. Večja zbirka del je tudi t. i. Harmoniae morales, izbor 53 madrigalov. Gallus je bil sodobnik Giovannija Pierluigija da Palestrine in Orlanda di Lassa. V času svojega življenja je bil uspešen in cenjen skladatelj, vendar je na domačih tleh skozi stoletja utonil v pozabo. V slovenskem prostoru sta nanj ponovno opozorila skladatelja Josip Mantuani in Kamilo Mašek. Med letoma 1985 in 1996 je SAZU izdala njegova dela v dvajsetih zvezkih.
Gallusa so počastili s poimenovanjem osrednje dvorane v dvorani Cankar Center Gallusova dvorana (Gallusova dvorana). 
Del desnega nabrežja reke Ljubljanice v Ljubljani, ki se razprostira od mostu svetega Jakoba do Kobblerjevega mostu, ima ime Gallusov nasip (Gallusovo nabrežje). To je tudi ime levega nabrežja reke Bistrice v mestu Ribnica, njegovega rojstnega kraja. Tam sta mu v spomin tudi spomenik z bronasto glavo skladatelja, delo arhitekta Jožeta Plečnika in kiparja Lojzeta Dolinarja iz leta 1932, ter kamnita plošča iz leta 1973. Plošča je bila prvotno postavljena že leta 1933, uničena pa med drugo svetovno vojno. 
Slovenski javni sklad za kulturne dejavnosti vsako leto zaslužnim glasbenikom podeli bronaste, srebrne in zlate Gallusove značke (Gallusova značka) ter navedbe bronastega, srebrnega in zlatega Gallusa (Gallusova plaketa). Gallus je bil upodobljen na sprednji strani zdaj zastarelega 200-tolarskega bankovca Republike Slovenije.